# Edwin van Haastert
Edwin van Haastert (12 augustus 1974) is een Nederlandse schaker. Hij is sinds 1999 internationaal meester (IM).
- In het Amsterdam Chess Tournament dat in 2004 verspeeld werd, eindigde hij met 7 punten als zesde in groep C met een winstpercentage van 47.
- Het eerste Casema Kroeglopertoernooi, gehouden op 30 mei 2004 in Delft, werd gewonnen door Edwin van Haastert en Sven Bakker.[1]
- Op 30 april 2005 won Edwin het open rapidschaaktoernooi van de Leidse Schaakbond, gehouden in Voorschoten, met 6.5 pt. uit 7. Mark Irwin werd tweede met 6 uit 7 terwijl Hway Ik Hoei met 5.5 punt op de derde plaats eindigde.
- Op 15 mei 2005 werd in Delft de tweede Cirrus Kroegenloper toernooi met 14 punten uit 7 ronden gewonnen door het span Jan Werle en Thomas Willemze. Het duo Edwin van Haastert en Sven Bakker eindigde met 13.5 punt op de tweede plaats terwijl het koppel Joost Michielsen en Wouter van Rijn op de derde plaats eindigde.[2]
- In juli 2005 vond in Haarlem met meer dan 190 deelnemers het vierde ROC Nova College Schaaktoernooi plaats. Drie schakers eindigden met 5.5 pt. uit 6: Friso Nijboer, Erwin l'Ami en Edwin van Haastert. Na de tie-break werd Friso eerste.
- Op 1 oktober 2005 speelde Edwin van Haastert in Vlaardingen mee in het toernooi om het open NK Rapidschaak. Hij eindigde met 5 pt. uit 9 op de 18e plaats.
- In 2007 werd hij gedeeld 6e-9e, met Stefan van Blitterswijk, Bruno Carlier en Mihail Saltaev, op het elfde OGD rapid-toernooi in Delft, dat werd gewonnen door Andrej Orlov.[3]
- In 2008 won het duo Edwin van Haastert en Sven Bakker het vijfde Delfts Kroeglopertoernooi.[4] In 2009 eindigden zij als zevende.[5]
- In 2015 werd hij in Paramaribo vijfde (van 20 deelnemers) op het Srefidensi Masters toernooi.[6]
- In 2015 werd het twaalfde Delfts Kroeglopertoernooi gewonnen door het duo Edwin van Haastert en Arthur Pijpers.[7] Ook in 2016 wonnen zij dit toernooi.[8]
- In 2016 behaalde Van Haastert in de Nederlandse Meesterklasse een GM-norm.[9]
- In 2017 werd hij teamleider bij de schaakvereniging LSG.[10] In 2018 werd LSG landskampioen.[11]

In 1997, 1998, 2000, 2005, 2008, 2011 en 2017 was hij clubkampioen van de schaakvereniging LSG.